# تيم هاردن
تيم هاردن (بالإنجليزية: Tim Harden) هو منافس ألعاب قوى أمريكي، ولد في 27 يناير 1974 في كانساس سيتي في الولايات المتحدة.

## وصلات خارجية
- تيم هاردن على موقع الاتحاد الدولي لألعاب القوى (الإنجليزية)
- تيم هاردن على موقع اللجنة الأولمبية الدولية (الإنجليزية)
- تيم هاردن على موقع أوليمبيديا (الإنجليزية)